# 香料
香料（こうりょう）は、広義には香りを有する素材、香りをもたらすもののこと。狭義には工業における香料、香料産業が取り扱うものを指す。
香料は原料面では天然香料と合成香料、用途面では香粧品香料（fragrance、perfume）と食品香料（flavor）に大別される。

## 原料
香料は原料によって天然香料と合成香料に大別される。

### 天然香料
天然香料には植物性香料と動物性香料がある。
植物性香料
植物の花、果実、葉、枝、幹、種子、樹脂、根、苔などから採取したもの。
動物性香料
主要なものは、ジャコウジカから得られるムスク（麝香、じゃこう）、ジャコウネコから得られるシベット（霊猫香、れいびょうこう）、ビーバーから得られるカストリウム（海狸香、かいりこう）、マッコウクジラから得られるアンバーグリス（龍涎香、りゅうぜんこう）の4種である。
天然香料は、香りの深み、ナチュラル感や高級感の点で秀でている。その反面、価格が高いこと、香調に新しさを出しにくいこと、経日による変化を生じやすいこと、産地の気候や戦争等の影響を受けやすいことなどが欠点である。また、動物性香料はワシントン条約等による規制があり、主成分を合成した合成香料が主体となっている。

### 合成香料
広義の合成香料は、単離香料、半合成香料、狭義の合成香料に分けられる。
単離香料
植物から抽出した天然香料（精油）から蒸留、抽出、結晶化などの方法で一成分のみを抽出したもの（メントールなど）。
半合成香料
単離香料や天然素材の植物油などを原料に化学反応を行って合成したもの（バニリンなど）。
狭義の合成香料
エチレン、アセチレン、ベンゼン、イソプレンなどの原料から数段階の化学反応を経て合成したもの。石油や石炭などの原料から各種の化学反応を用いて合成したものは「純合成香料」として分類されることもある。
なお、半合成香料と狭義の合成香料のうち、天然香料の成分として知られているものをネイチャーアイデンティカル（Nature Identical、NI）、天然に見出されていないものをアーティフィシャル（Artificial）もしくはニューケミカル（New Chemical）という。
合成香料は天然香料と比較すると単一的（単調）な傾向があるが、全く新しい香調を生み出す素材となることもあるなど重要な役割を果たしている。

## 調合

### 調合の意義
調合（調香）とは、数千ある香料素材（天然香料、合成香料、調合ベース）の中から数十の素材を組合せて、商品設計に合致する香りを作ることをいう。
これを行う専門職を調香師あるいはパフューマーと呼ぶが、食品香料の分野では特にフレーバリストとも呼ぶ。

### 単品香料
単品香料には次の意味がある。
- 一つ一つの天然香料や化学香料のこと[3]。
- 合成香料のうち化学構造の明らかである1化合物（もしくは数種の化合物の混合物）のこと[1]。

### 調合香料
各種の天然香料・合成香料を混ぜて作った香料、あるいは製品としての香料を調合香料という。

## 用途
香料は用途により香粧品香料（fragrance、perfume）と食品香料（flavor）に大別される。このほかに産業用香料を加える場合もある。

### 香粧品香料
香水、化粧品、石鹸入浴剤、シャンプー、リンス、室内芳香剤などである。なお、香粧品香料をフレグランス（fragrance）とする場合と、香粧品香料をパヒューム（perfume）とし、そのうち香水など香りそのものを楽しむものをフレグランス製品として扱う場合がある。

### 食品香料
飲料、菓子、インスタント食品やハム・ソーセージなどの食品のほか、口中清涼剤、歯磨剤、タバコ、医薬品などに用いられるものを含む。

#### 添加の目的
フレーバーの添加の目的は大きく分けて二つある。
- 着香

無香の飲食物（砂糖水、ガムベース、寒天など）に好ましい香りや味を付ける。
- 矯臭

食品の製造過程で付いてしまった臭いを隠したり、より好ましい香りに改善したり（マスキング）、失われた臭いを補ったりする。

#### 香料の形態
またフレーバーが添加される食品の性質も多岐にわたるので香料の形態もいくつかある。
- 水溶性香料

エタノールやグリセリンなど水に溶解するもので希釈された液体香料で、清涼飲料水など水分量の多い飲食物に使用される。
- 油溶性香料

油脂やプロピレングリコールなど油に溶解するもので希釈された液体香料で、焼き菓子やスープなど油脂を含む飲食物に使用される。
- 乳化香料（エマルジョン）

乳化剤を含む液体香料で、必要な量の香料が溶解しないときなどに使用される。
- 粉末香料

香料をデキストリンなどの担体に吸着させたもの、あるいはアラビアガムなどの賦形剤とともにいったん乳化した油溶性香料をスプレードライヤーなどの装置で噴霧乾燥したもので、錠菓やスナック菓子などに使用される。

### 産業用香料
産業用香料には以下のものがある。
工業用香料
木材、繊維、ゴム、プラスチックなどの基材臭緩和などに用いられる。
保安用香料
都市ガスやLPガスの付臭剤
動物用香料
ペットや家畜などの飼育用、虫の忌避剤あるいは誘引剤
環境用香料
環境改善に用いられる用いられるもの

## 世界の主要な香料メーカー
かつては､10億ドル規模の6つの多国籍企業があったが、ジボダンが2007年にクエスト・インターナショナルを買収した。新しい香料分子はこれらの大企業によって作られる。
- ジボダン（Givaudan、スイス）
- フィルメニッヒ（Firmenich、スイス）
- インターナショナル・フレバー・アンド・フレグランス（IFF、International Flavors and Fragrances、アメリカ）
- シムライズ（Symrise、ドイツ）
- 高砂香料工業（Takasago International Corporation、日本）

### かつて存在した香料メーカー
- クエスト・インターナショナル（Quest International、オランダ）

## 日本の主要な香料メーカー
- 高砂香料工業
- 長谷川香料
- 小川香料
- 曽田香料
- 長岡香料
- 塩野香料
- 三栄源エフ・エフ・アイ
- 高田香料
- 富士フレーバー
- 稲畑香料
- 中山技術研究所
- 横山香料
- 日進香料
- ティアンドエム
- 内外香料
- ミナト香料研究所
- サンアロマ

### かつて存在した香料メーカー
- 協和香料化学

## 日本の業界団体
- 日本香料工業会
- 日本香料協会
- 日本食品添加物協会